# Union protestante

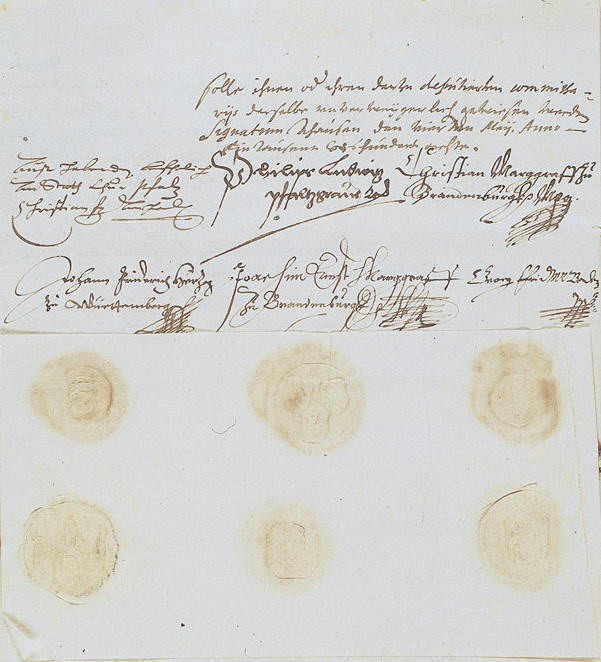
Acte de l'Union évangélique, 14 mai 1608.

En bleu, les États de l'Union protestante au sein du Saint Empire.

L'Union protestante ou l'Union évangélique est une coalition d'États protestants du Saint-Empire romain germanique, formée entre 1608 et 1621. Elle fut constituée en réaction aux tensions entre protestants et catholiques, qui, au début du XVIIe siècle, finirent par mener à la guerre de Trente Ans. La direction de cette union échut à l'électeur palatin, d'abord Frédéric IV du Palatinat, puis son fils, Frédéric V.
En 1608, les catholiques proposent une nouvelle interprétation des stipulations d’Augsbourg au Reichstag. Les protestants quittent l’assemblée et constituent une union défensive (l’Union évangélique) le 14 mai à Anhausen, près de Nördlingen, dirigée par l’électeur palatin Frédéric IV, calviniste, poussé par Christian d'Anhalt.
Les membres fondateurs sont :
- L'Électeur palatin
- Le duc de Neubourg
- Le duc de Wurtemberg
- Le margrave d'Ansbach
- Le margrave de Kulmbach
- Le margrave de Baden-Durlach

Par la suite, Bayreuth, Hesse-Cassel, Brandebourg, Ulm, Strasbourg et Nuremberg rejoignent l'Union qui s'oppose aux états catholiques rhénans et à la Bavière. Au traité de Xanten en 1614, l'Union évangélique permet au Brandebourg des gains territoriaux en Rhénanie. Cependant, par la suite, l'Union, affaiblie par son caractère calviniste et l'attentisme de la Saxe, perd de son influence. Le fils de l'électeur palatin, Frédéric V du Palatinat reprend la tête de l'Union à partir de 1619. Le 23 janvier 1621, il est mis au ban de l’empire, et l'Union protestante est officiellement dissoute le 24 mai.